# Иодид-оксид нептуния
Иодид-оксид нептуния — неорганическое соединение,
оксосоль нептуния и иодоводородной кислоты
с формулой NpOI,
кристаллы.

## Получение
- Нагревание до 300-500°С в вакууме смеси иодида нептуния(III) и оксида мышьяка(III).

## Физические свойства
Иодид-оксид нептуния образует кристаллы
тетрагональной сингонии,

параметры ячейки a = 0,4051 нм, c = 0,9193 нм.